# Ибраевский сельсовет (Кугарчинский район)
Ибраевский сельсовет — муниципальное образование в Кугарчинском районе Башкортостана.
Административный центр — село Ибраево.

## История
Согласно Закону о границах, статусе и административных центрах муниципальных образований в Республике Башкортостан имеет статус сельского поселения.

## Население
| 2002 | 2009  | 2010 | 2012 | 2013 | 2014 | 2015 |
| ---- | ----- | ---- | ---- | ---- | ---- | ---- |
| 1109 | ↘1062 | ↘972 | ↘965 | ↘936 | ↘906 | ↘875 |
| 2016 | 2017  | 2018 |      |      |      |      |
| ↗884 | ↘858  | ↘856 |      |      |      |      |

## Состав сельского поселения
| № | Населённый пункт | Тип населённого пункта          | Население |
| - | ---------------- | ------------------------------- | --------- |
| 1 | Ибраево          | деревня, административный центр | ↘155      |
| 2 | Альмясово        | деревня                         | ↘301      |
| 3 | Игубаево         | деревня                         | ↘172      |
| 4 | Сиксанбаево      | деревня                         | ↗104      |
| 5 | Уракаево         | деревня                         | ↘91       |
| 6 | Газиз            | деревня                         | ↘74       |
| 7 | Иртюбяк          | деревня                         | ↘70       |
| 8 | Старо-Альмясово  | деревня                         | ↘5        |

## Известные уроженцы
- Ахтям Ихсан (16 декабря 1908 — 22 сентября 1992) — башкирский поэт, переводчик, член Союза писателей Башкирской АССР (1935)[12].
- Бакиров, Мирах Самикович (1 мая 1931 — 30 декабря 2007) — руководитель предприятий химической промышленности, Герой Социалистического Труда[13].
- Рамиев, Сагит Лутфуллович (12 февраля 1880 — 16 марта 1926) — поэт, классик татарской поэзии[14].